# Дейр-Ханна
Дейр-Ханна (ивр. דיר חנא‎, араб. دير حنا‎) — местный совет в Северном округе Израиля. Его площадь составляет 9085 дунамов.

## Население
По данным Центрального статистического бюро Израиля, население на начало 2020 года составляло 10 339 человек.
Ежегодный прирост населения — 2,2 %.